# Marin Bikes

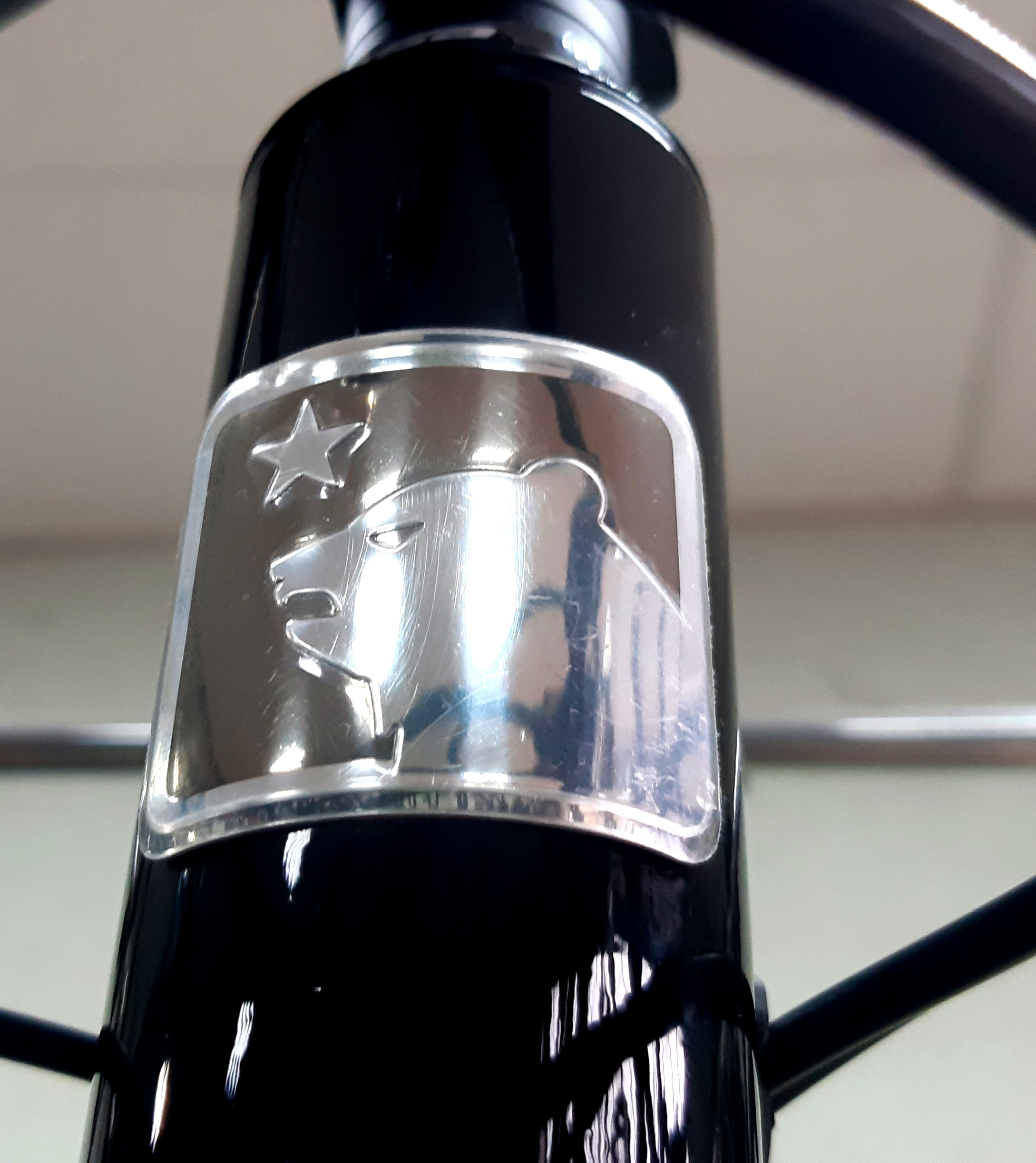
Логотип Marin на велосипеді Marin Bobcat Trail

Marin — велосипедний бренд із США, який є одним з провідних виробників якісних і технічно просунутих велосипедів. Компанія Marin Bikes названа на честь округа Марін, що знаходиться у штаті Каліфорнія. 
На початку кар'єри компанія займалася лише виготовленням гірських велосипедів, які пристосовані до їзди по пересіченій місцевості та бездоріжжю. На 2021 рік лінійка бренду складає близько 30 моделей велосипедів, з яких присутні турингові, гібридні велосипеди, потужні трейлові хардтейли, а також дитячі повнопідвісні байки. На початку шляху компанія мала назву Marin Mountain Bikes, тому що була націлена на випуск лише гірських велосипедів. Хоча зараз велосипеди випускаються на заводах Індонезії та Тайваню, але як і раніше розробляються в штаб-квартирі Marin в Петалумі, Каліфорнія. 
Протягом багатьох років компанія створювала гібридні моделі, досліджувала та запатентувала модні конструкції повної підвіски і брали участь в сотнях чемпіонатів світу. Декілька моделей та гонщиків Marin Team неодноразово ставали переможцями в чемпіонатах по велоспорту. Для розробки велосипедів Marin постійно задіюються досвідчені конструктори і спортсмени. Незважаючи на те, що Marin Bikes має міжнародне поширення, це відносно невелика компанія, в штаб-квартирі якої працює близько 20 осіб. 
Слоган компанії - "Made For Fun", тобто "Зроблено для задоволення". 

## Історія компанії
- 1985 р. Заповзятливий каліфорнієць Роберт Баклі об'єднується з товаришем та спортсменом Джо Мюрреєм, щоб створити компанію з виробництва велосипедів. Це була відповідь на зростальний інтерес до велоспорту по бездоріжжю в Північній Каліфорнії. Джо Мюррей — крос-кантрійний гонщик, який працював в Kona, VooDoo, Dahon.

- 1986 р. Marin Bikes запускають свій перший байк Madrone Trail Hardtail. З кінця 80-х — початку 90-х років компанія стає потужним виробником гірських велосипедів.

- 1993 р. З'являються серійні велосипеди Marin Team Titanium на титанових рамах. В тому ж році виходить в світ перший двопідвісний велосипед на титановій рамі з назвою Marin Titanium FRS. FRS - означає "передня/задня підвіска". Marin Titanium FRS створювався спільно з компанією Manitou, за допомогою якої була побудована архітектура й концепція байка. Сперду використовувалася класична амортизаційна вилка, а позаду були встановлені дещо зміненні гідравлічні амортизатори Manitou, які виконували роль верхніх труб заднього трикутника рами. Вага велосипеда складала 25 фунтів, що майже дорівнює 11.3 кг, що дуже непогано як для повнопідвісного велосипеда того часу.[3]
- Щоб закріпити свій успіх, компанії було необхідно виступити на спортивних змаганнях. Юрген Бенеке (Jürgen Beneke) тоді ще невідомий німець, завойовує першість на чемпіонаті світу зі швидкісного спуску UCI World Downhill Cup 1993 року, беручи участь на Marin Titanium FRS. Ця подія закріпила за брендом Marin репутацію авторитетної компанії, що випускає високоякісні й технологічно просунуті велосипеди.

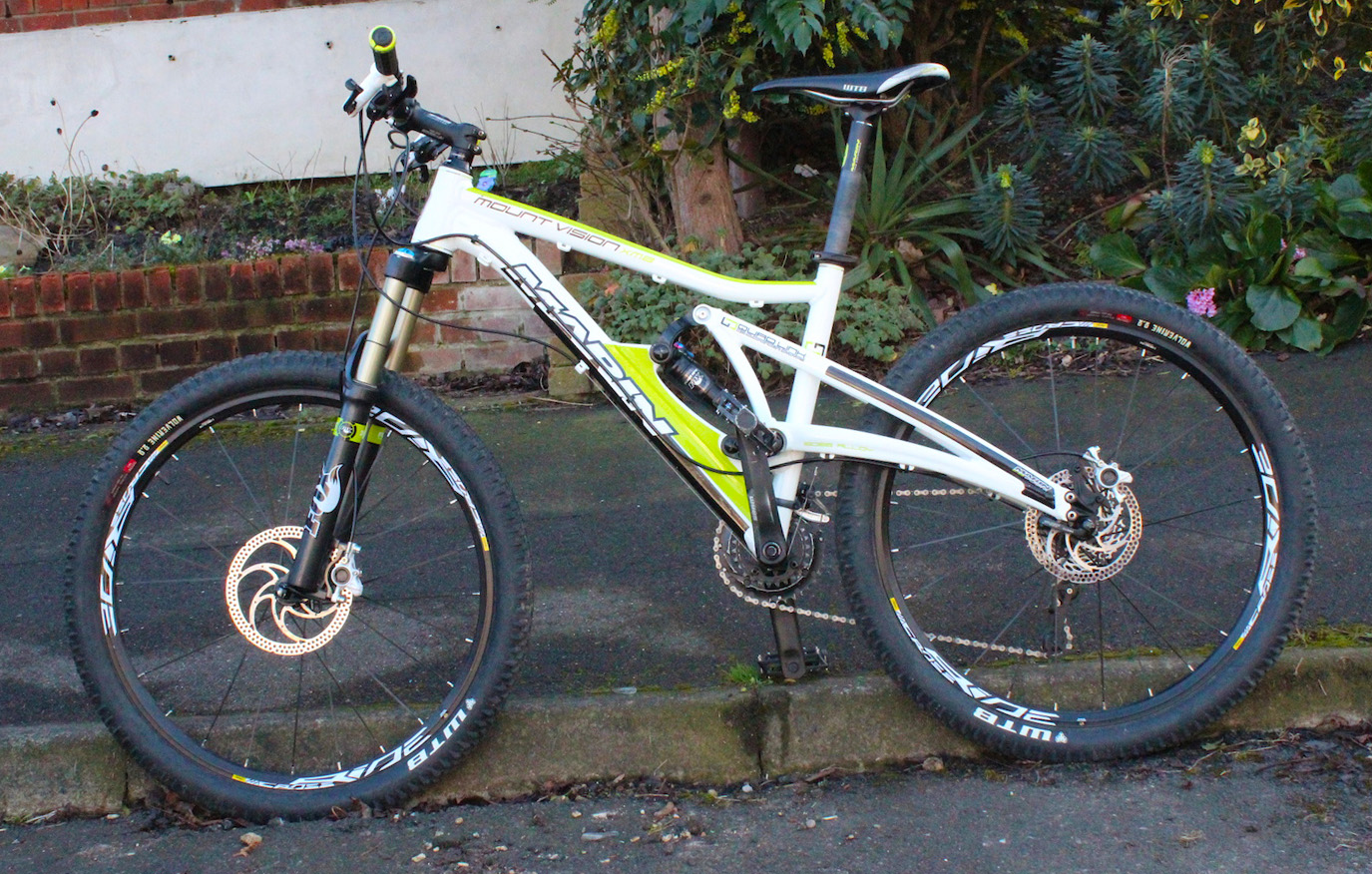
Велосипед Marin Mount Vision XM8 (2011)

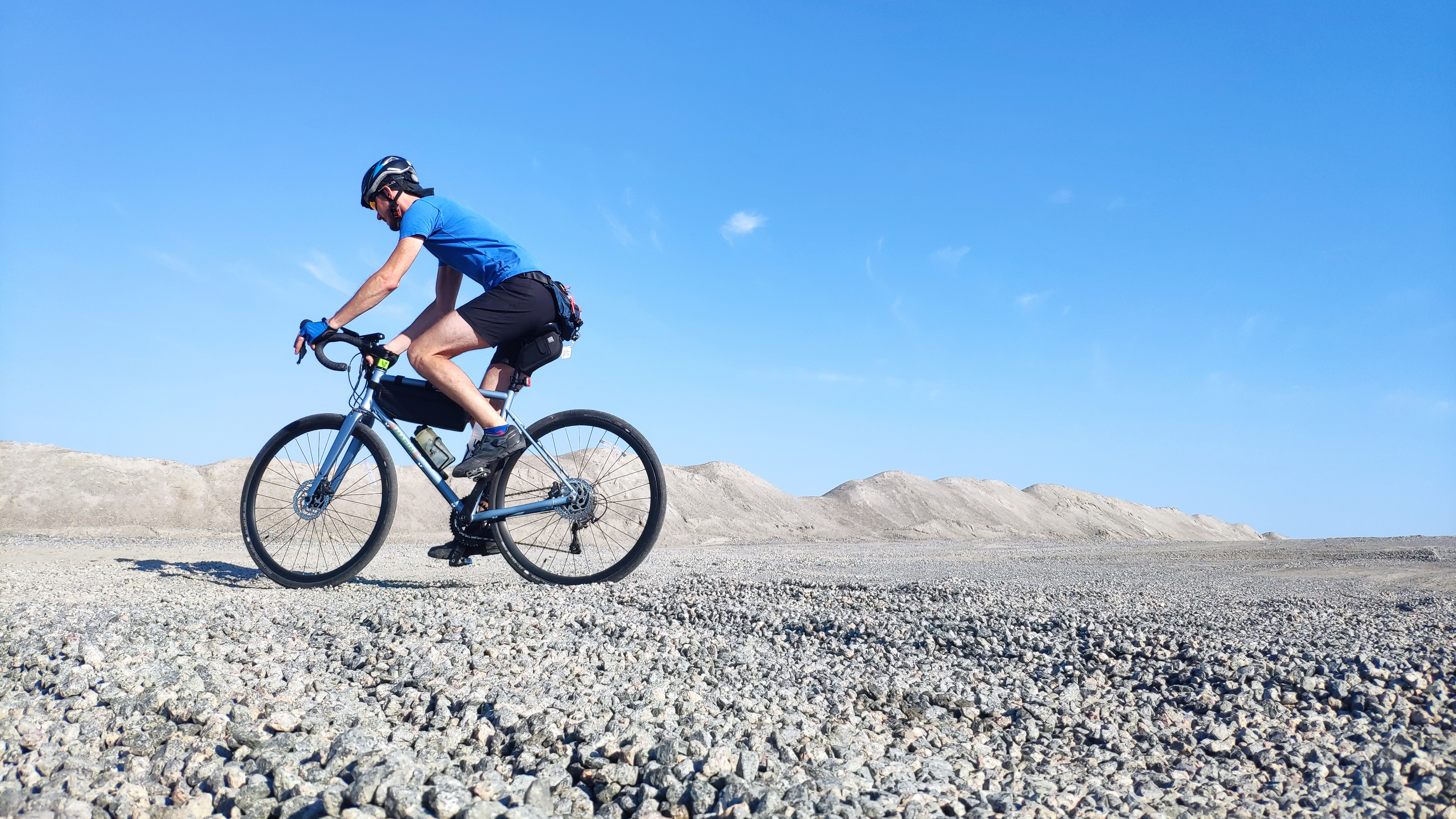
Велосипедист на гравійному велосипеді Marin Nikasio 2 (2020)

- 1995 р. Починається робота по створенню нового двопідвісного велосипеда в співдружності з Джоном Вайтом, колишнім інженер-конструктором Benetton Formula 1.
- Компанія Marin починає експериментувати із монококовими рамами. Модель Monocoque 1996 року володіла інноваційним дизайном того часу, відрізнялася унікальною та легкою рамою з алюмінієвого сплаву. Конструкція порожнистого каркаса забезпечувала високу бічну жорсткість та міцну платформу для передачі потужності.

- 1996 р. Пол Лесенбі виграє чемпіонат Великої Британії по пересіченій місцевості на велосипеді Marin Mount Vision з однією віссю обертання, розробленим Уайтом, назавжди змусивши замовкнути скептиків повної підвіски. Трохи пізніше успішно зарекомендував себе й Marin В-17 з довгохідною підвіскою.
- 2001 р. Компанія не обмежується виробництвом гірських байків і вирішує розширити свій модельний ряд. З цієї причини Marin Mountain Bikes змінює свою назву на Marin Bikes.
- На початку 2000-х років компанія випускає BMX-велосипеди на алюмінієвих рамах, які не здобули суттєвої підтримки користувачів, бо у США бум на БМХ гонки вже пройшов. Тому Marin вирішує не продовжувати розвиток цієї ніші велосипедів.

- 2008 р. Велосипеди Marin з чотирьохважільною конструкцією підвіски отримали високу оцінку велоспорту, а журнал "What Mountain Bike" назвав Mount Vision своїм велосипедом року.

- 2011 р. Marin представляє нову платформу підвіски Quad Link 3.0. яка була задіяна на новому Mount Vision XM8. Конструкція підвіски Quad-Link - це запатентована технологія фірми, яка на даний момент залишається однією з оригінальних і прогресивних.

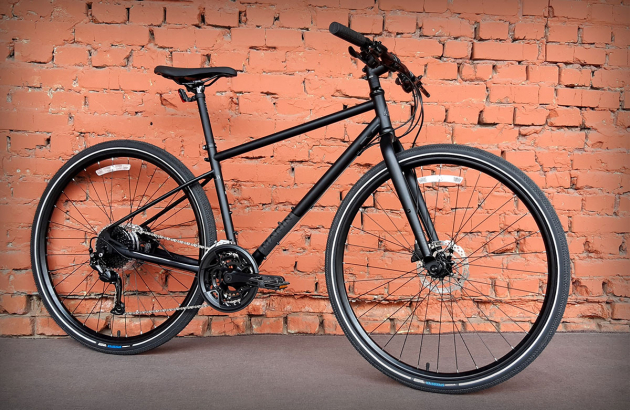
Marin Muirwoods 2021 - турінговий гібрид для подорожей та повсякдення

- 2012 р. Marin Bikes була продана європейській інвестиційній фірмі Minestone Limited в прагненні поліпшити виробництво та інновації, та з надією вийти на більш широкі міжнародні ринки. На посаду генерального директора був призначений Метт ВанЕнкеворт (Matt VanEnkevort), який раніше працював в Full Speed Ahead (FSA). На той час імідж компанії був трохи застарілим і з новою креативною командою було вирішено провести ребрендинг. Змінився маркетинг компанії, з'явився новий дизайн і логотипи зі зміненим шрифтом і фірмовим знаком. Великі фінансові вливання дозволили розвивати бренд і створювати нові велосипеди. Marin розширила свою діяльність і почала розробляти широкий спектр технологічно просунутих велосипедів, включаючи повністю карбонові рами, ендуро-байки і електровелосипеди.[4]

## Сучасність компанії Marin Bikes
Коріння Marin міцно вкоренилися в історії МТБ і бренд, безумовно, більш відомий своїми гірськими велосипедами. Це такі популярні хардтейли, як Bobcat і Wildcat, а також передові велосипеди-двопідвіси, як Attack Trail або Hawkhill. Але сьогодні компанія пропонує повний спектр міських, гібридних і гравійних велосипедів, які підходять для їзди по місту, а також легкому бездоріжжю. 
У 2021 році Marin пропонує агресивний каталог гірських велосипедів, зростаючий асортимент електро велосипедів, а також байки із карбоновою рамою.
1. ↑  Marin Bikes | Youth/Kids. Marin Bikes (англ.). Архів оригіналу за 11 січня 2022. Процитовано 29 вересня 2021.
2. ↑  Overholt, Zach (23 грудня 2019). Watch: Marin Bikes have been Made for Fun since 1986. Bikerumor (амер.). Архів оригіналу за 29 вересня 2021. Процитовано 29 вересня 2021.
3. ↑  Marin Bikes - Велосипеды для Удовольствия. velopuls.ua. Архів оригіналу за 14 лютого 2022. Процитовано 18 листопада 2021.
4. ↑  Inside Marin: Reawakening the Historic Brand. Pinkbike (англ.). 26 травня 2014. Архів оригіналу за 6 жовтня 2021. Процитовано 6 жовтня 2021.
5. ↑  An in-depth overview of Marin Bicycles | Bikesmode.com. Bikemode (амер.). Архів оригіналу за 13 січня 2022. Процитовано 6 жовтня 2021.

Офіційний сайт компанії https://www.marinbikes.com/ [Архівовано 8 вересня 2021 у Wayback Machine.]